# Catena Bernauda-Pierre Menue-Ambin
La Catena Bernauda-Pierre Menue-Ambin è un massiccio montuoso delle Alpi Cozie (Alpi del Moncenisio). Si trova in Francia (dipartimenti delle Alte Alpi e della Savoia) ed in Italia (provincia di Torino). Prende il nome dalle tre montagne più significative: la Rocca Bernauda, la Pierre Menue e la Rocca d'Ambin.

## Collocazione

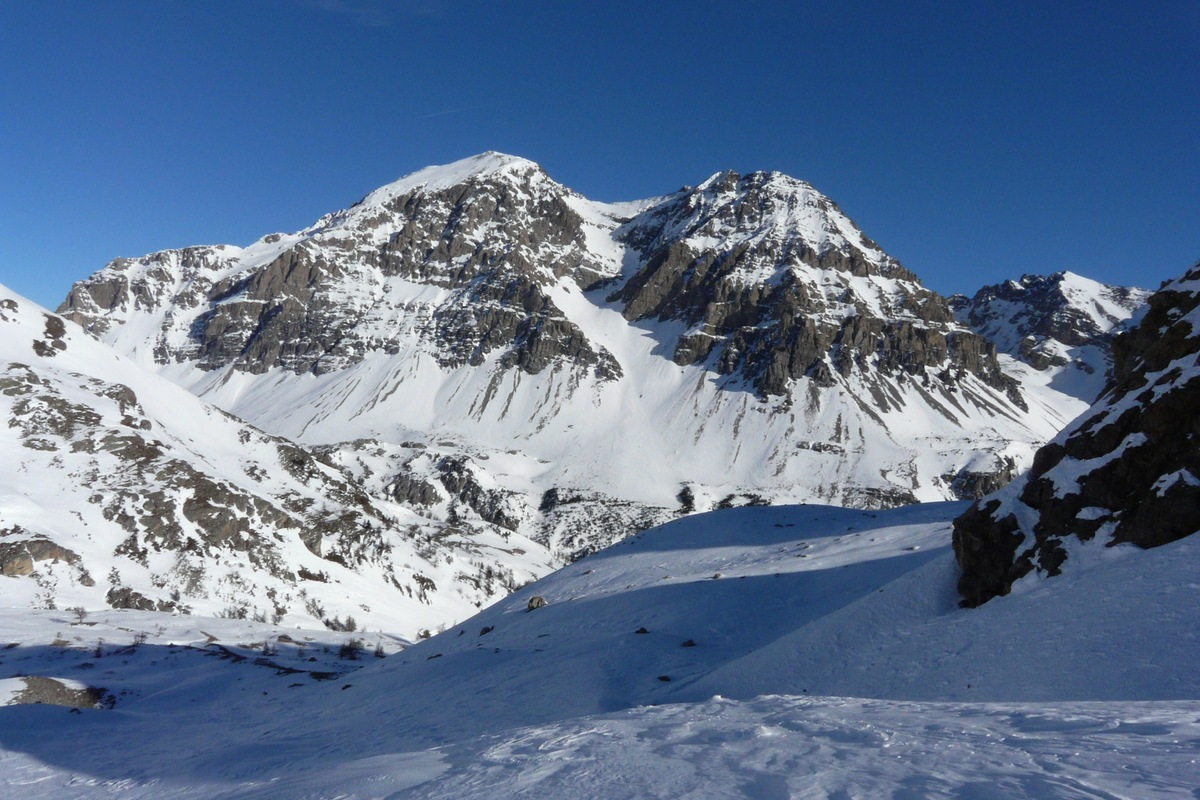
Rocca_Bernauda

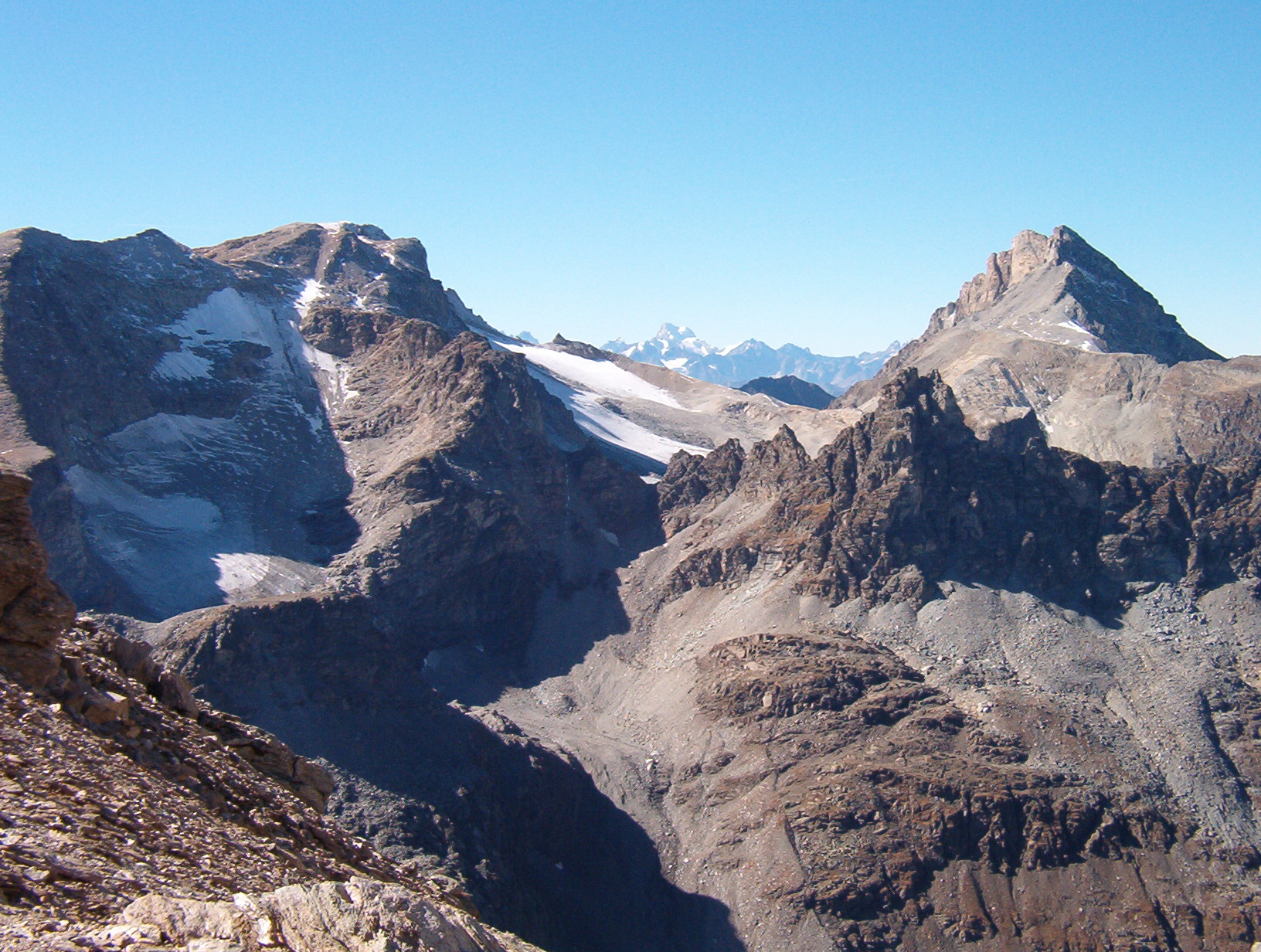
Rognosa d%27Etiache

Secondo le definizioni della SOIUSA la Catena Bernauda-Pierre Menue-Ambin ha i seguenti limiti geografici: Colle del Moncenisio, Val Cenischia, Val di Susa, torrente Dora di Bardonecchia, Valle Stretta, Colle di Valle Stretta, Ruisseau du Charmaix, Modane, fiume Arc, Colle del Moncenisio.
Essa raccoglie la parte orientale delle Alpi del Moncenisio.

## Classificazione
La SOIUSA definisce la Catena Bernauda-Pierre Menue-Ambin come un supergruppo alpino e vi attribuisce la seguente classificazione:
- Grande parte = Alpi Occidentali
- Grande settore = Alpi Sud-occidentali
- Sezione = Alpi Cozie
- Sottosezione = Alpi del Moncenisio
- Supergruppo = Catena Bernauda-Pierre Menue-Ambin
- Codice =  I/A-4.III-B

## Suddivisione
La Catena Bernauda-Pierre Menue-Ambin viene suddivisa in tre gruppi e sette sottogruppi:
- Gruppo della Rocca Bernauda (4)
  - Cresta Bernauda-Re Magi (4.a)
  - Cresta Punta Nera-Grand Argentier (4.b)
- Gruppo della Pierre Menue (5)
  - Cresta Gran Vallone-Punta del Fréjus (5.a)
  - Sottogruppo della Pierre Menue (5.b)
- Gruppo d'Ambin (6)
  - Sottogruppo d'Etiache (6.a)
  - Sottogruppo Sommeiller-Vallonetto (6.b)
  - Sottogruppo Ambin-Niblè (6.c)

Il Gruppo della Rocca Bernauda raccoglie la parte occidentale della Catena Bernauda-Pierre Menue-Ambin tra il Colle di Valle Stretta ed il Colle del Fréjus. Il Gruppo della Pierre Menue si trova tra il Colle del Fréjus ed il Colle d'Etiache. Infine il Gruppo d'Ambin raccoglie la parte orientale e sud-orientale della Catena Bernauda-Pierre Menue-Ambin fino al Colle del Moncenisio.

## Montagne

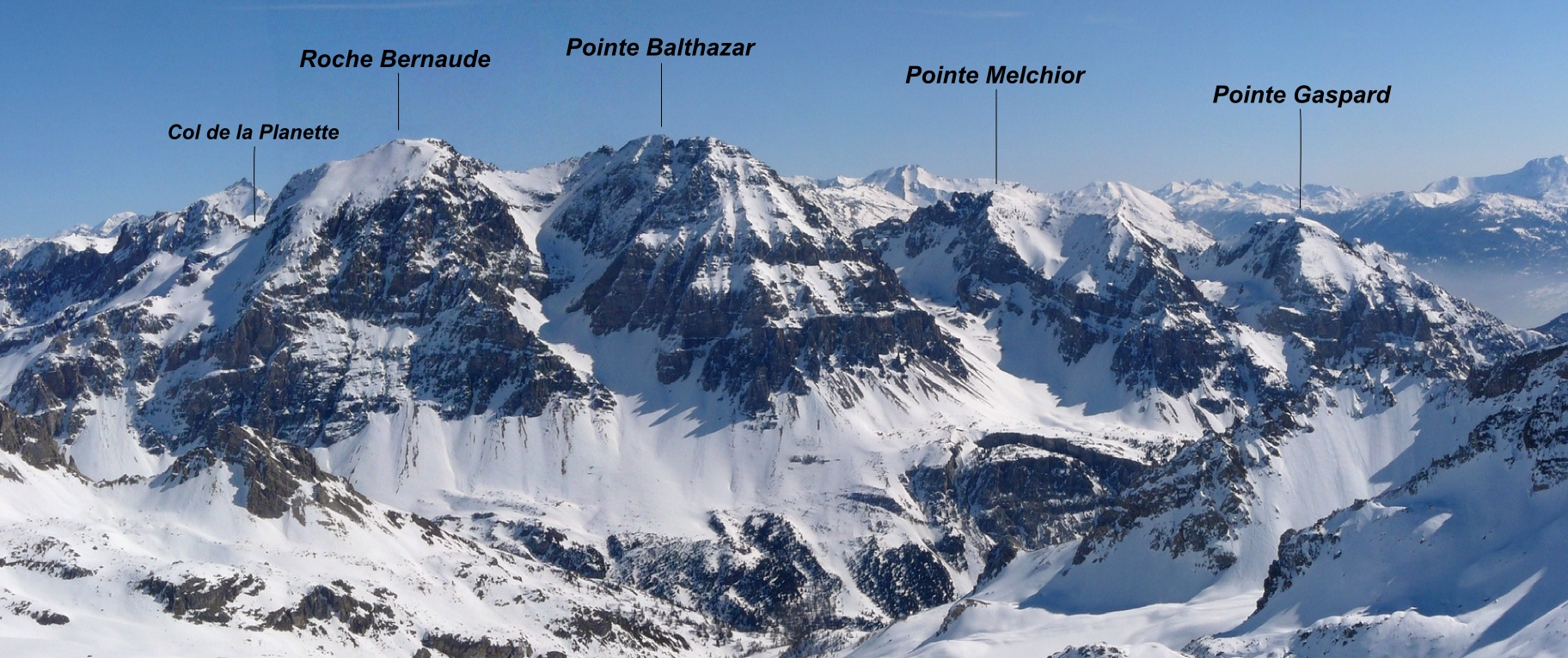
Gruppo_dei_Re_Magi

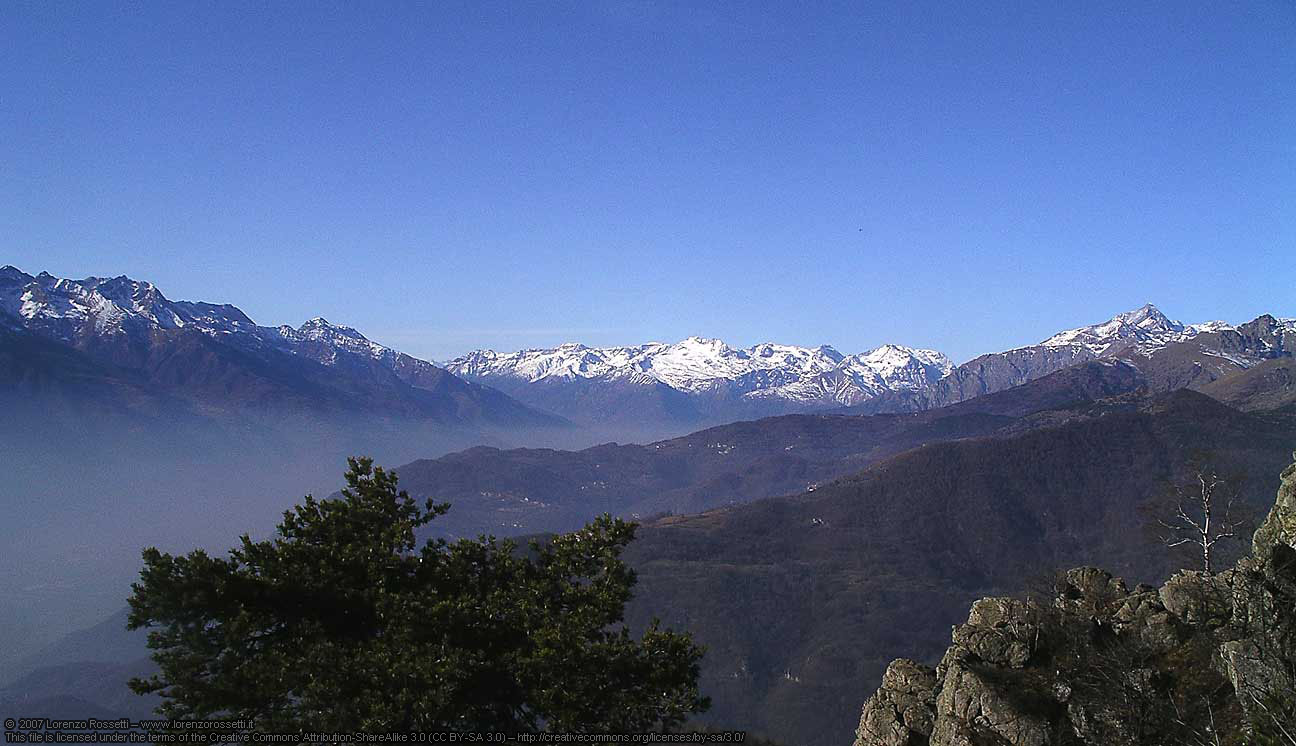
Rocca d'Ambin

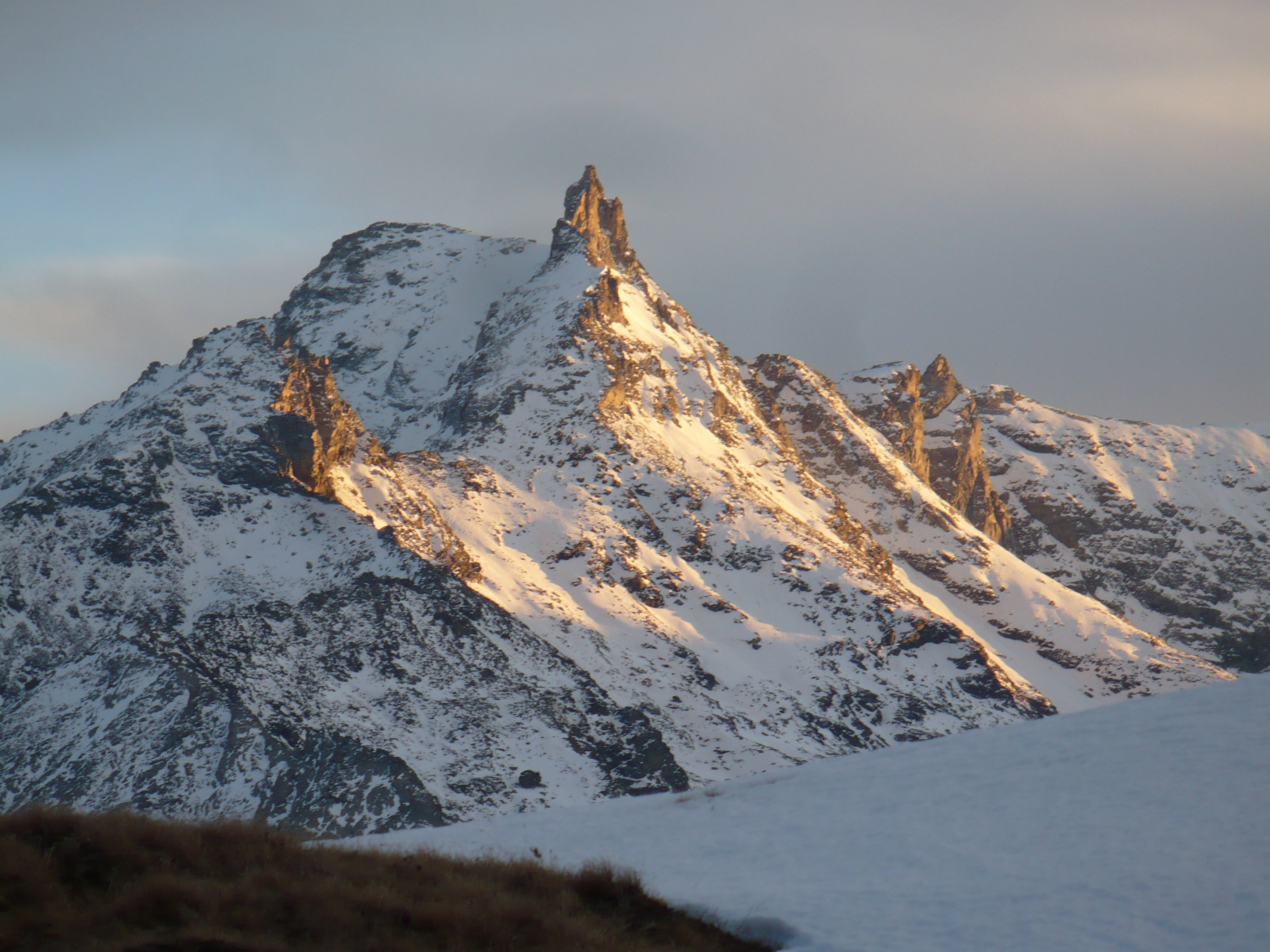
Denti d'Ambin

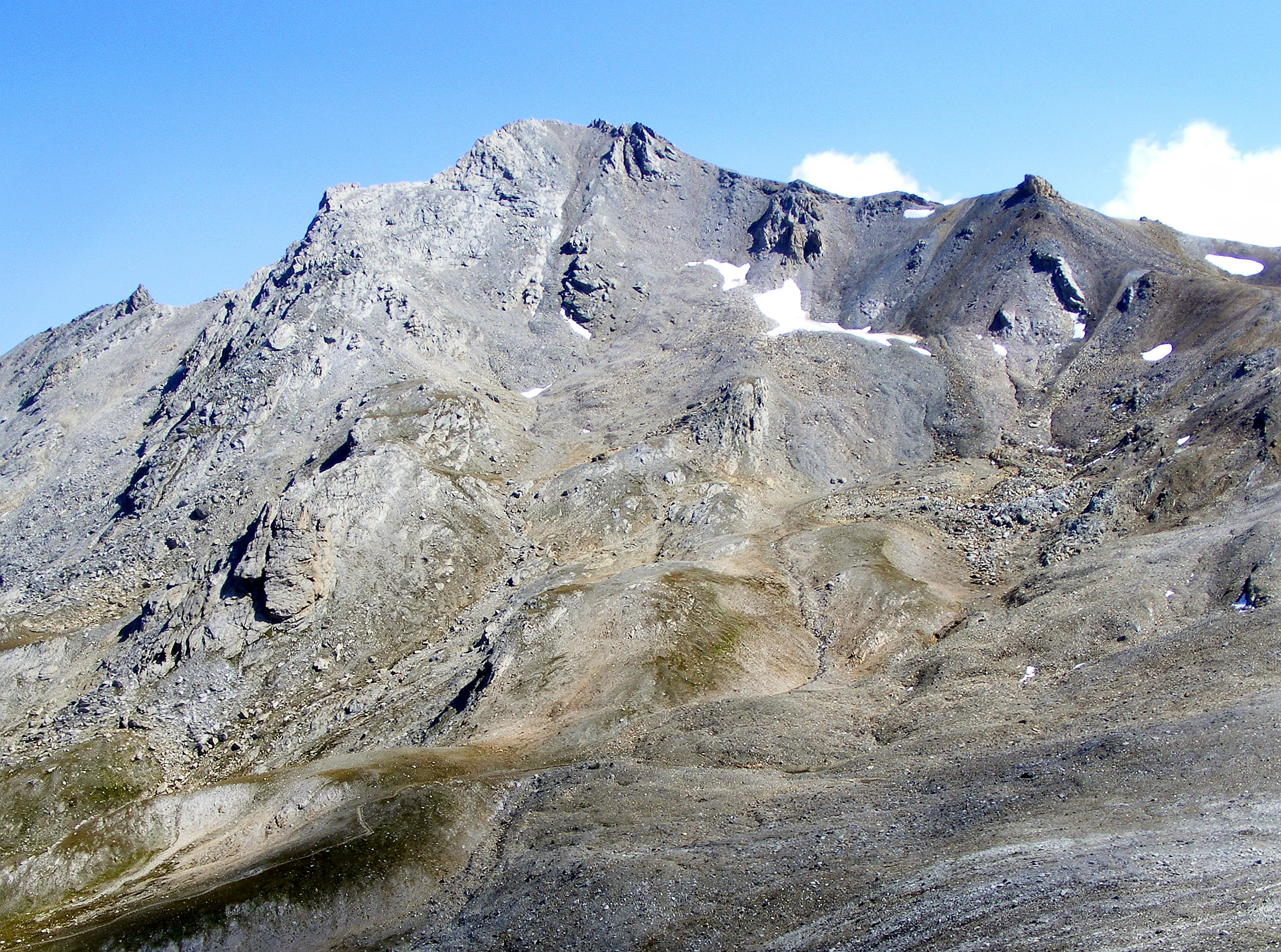
Punta Sommeiller

Le montagne principali appartenenti alla Catena Bernauda-Pierre Menue-Ambin sono:
- Pierre Menue - 3.506 m
- Rognosa d'Etiache - 3.382 m
- Rocca d'Ambin - 3.378 m
- Denti d'Ambin - 3.372 m
- Monte Niblè - 3.365 m
- Punta Ferrand - 3.348 m
- Punta Sommeiller - 3.333 m
- Monte Giusalet - 3.313 m
- Monte Ambin - 3.264 m
- Rocca Bernauda - 3.225 m
- Cima del Vallonetto - 3.217 m
- Cima del Vallone - 3.171 m
- Punta Clairy - 3.161 m
- Punta Baldassarre - 3.156 m
- Cima Gardiola - 3.140 m
- Punta Bagnà - 3.129 m
- Punta Galambra - 3.122 m
- Cime de la Planette - 3.104 m
- Gran Bagna - 3.089 m
- Gros Peyron - 3.047 m
- Punta Nera - 3.047 m
- Le Grand Argentier - 3.042 m
- Punta Melchiorre - 2.952 m
- Monte Fréjus - 2.936 m
- Monte Seguret - 2.926 m
- Monte Malamot - 2.917 m
- Roccia Verde - 2.852 m
- Punta Gasparre - 2.811 m
- Monte Jafferau - 2.805 m
- Punta Quattro Sorelle - 2.698 m